# سرفیس پرو ۴
سرفیس پرو ۴ (انگلیسی: Surface Pro ۴) چهارمین نسل از دستگاه دوحالته (تبلت-لپ‌تاپ) مایکروسافت سرفیس است که در ۲۶ اکتبر ۲۰۱۵ رونمایی شد.